# X Premis Goya
La Xa edició dels Premis Goya (oficialment en castellà: Premios Anuales de la Academia "Goya") va tenir lloc al Palau de Congressos de la ciutat de Madrid (Espanya) el 27 de gener de 1996 i fa referència a aquelles produccions realitzades el 1995.
La presentació de la gala va anar a càrrec dels actors Verónica Forqué i Javier Gurruchaga.
La gran guanyadora de la nit fou Nadie hablará de nosotras cuando hayamos muerto del debutant Agustín Díaz Yanes, que guanyà 8 dels 10 premis als quals aspirava, entre ells millor pel·lícula, actriu protagonista (Victoria Abril en la seva setena nominació), actiu secundària (Pilar Bardem) i guió original. La pel·lícula amb més nominacions de la nit fou El día de la bestia d'Álex de la Iglesia, que aconseguí 6 de les 14 nominacions, la majoria tècniques si bé destacà la de millor director i millor actor revelació (Santiago Segura). La gran perdedora de la nit fou La flor de mi secreto de Pedro Almodóvar, que no aconseguí cap de les 7 nominacions a les quals aspirava.

## Nominats i guanyadors
| Millor pel·lícula | Millor director |
| --- | --- |
| - Nadie hablará de nosotras cuando hayamos muerto - Boca a boca - El día de la bestia | - Álex de la Iglesia per El día de la bestia - Manuel Gómez Pereira per Boca a boca - Pedro Almodóvar per La flor de mi secreto |
| Millor actor | Millor actriu |
| - Javier Bardem per Boca a boca - Álex Angulo per El día de la bestia - Federico Luppi per Nadie hablará de nosotras cuando hayamos muerto | - Victoria Abril per Nadie hablará de nosotras cuando hayamos muerto - Ariadna Gil per Antártida - Marisa Paredes per La flor de mi secreto |
| Millor actor secundari | Millor actriu secundària |
| - Luis Ciges per Así en el cielo como en la tierra - Fernando Guillén Cuervo per Boca a boca - Federico Luppi per La ley de la frontera | - Pilar Bardem per Nadie hablará de nosotras cuando hayamos muerto - Chus Lampreave per La flor de mi secreto - Rossy de Palma per La flor de mi secreto |
| Millor guió original | Millor guió adaptat |
| - Agustín Díaz Yanes per Nadie hablará de nosotras cuando hayamos muerto - Joaquim Oristrell, Naomi Wise, Juan Luis Iborra i Manuel Gómez Pereira per Boca a boca - Jorge Guerricaechevarría i Álex de la Iglesia per El día de la bestia                         | - Montxo Armendáriz i José Ángel Mañas per Historias del Kronen - Jaime de Armiñán per El palomo cojo - Ventura Pons per El perquè de tot plegat |
| Millor director novell | Millor direcció de producció |
| - Agustín Díaz Yanes per Nadie hablará de nosotras cuando hayamos muerto - Manuel Huerga per Antártida - Icíar Bollaín per Hola, ¿estás sola? | - José Luis Escolar per Nadie hablará de nosotras cuando hayamos muerto - Joseán Gómez per Boca a boca - Carmen Martínez per El día de la bestia |
| Millor actor revelació | Millor actriu revelació |
| - Santiago Segura per El día de la bestia - Juan Diego Botto per Historias del Kronen - Carlos Fuentes per Antártida | - Rosana Pastor per Terra i llibertat - Amara Carmona per Alma gitana - María Pujalte per Entre rojas |
| Millor pel·lícula hispanoamericana | Millor pel·lícula europea |
| - El callejón de los milagros de Jorge Fons ( Mèxic) - El elefante y la bicicleta de Juan Carlos Tabío ( Cuba) - Sicario de José Ramón Novoa ( Veneçuela) | - Lamerica de Gianni Amelio ( Itàlia) - Carrington de Christopher Hampton ( Regne Unit) - La follia del rei George de Nicholas Hytner ( Regne Unit) |
| Millor fotografia | Millor muntatge |
| - Javier Aguirresarobe per Antártida - Flavio Martínez Labiano per El día de la bestia - Vittorio Storaro per Flamenco | - José Salcedo per Nadie hablará de nosotras cuando hayamos muerto - Guillermo Represa per Boca a boca - Teresa Font per El día de la bestia |
| Millor direcció artística | Millor vestuari |
| - José Luis Arrizabalaga i Biaffra per El día de la bestia - Wolfgang Burmann per La flor de mi secreto - Javier Fernández per La leyenda de Balthasar el castrado                                                                                                | - Pablo Gago Montilla per La leyenda de Balthasar el castrado - Estíbaliz Markiegi per El día de la bestia - María José Iglesias per La ley de la frontera |
| Millor so | Millor música |
| - Miguel Rejas, Gilles Ortion, José Antonio Bermúdez, Carlos Garrido i Ray Gillon per El día de la bestia - Carlos Faruolo, James Muñoz i Brian Saunders per Boca a boca - Bernardo Menz i Graham V. Hartstone per La flor de mi secreto                          | - Bernardo Bonezzi per Nadie hablará de nosotras cuando hayamos muerto - Battista Lena per El día de la bestia - Carles Cases per El perquè de tot plegat |
| Millor maquillatge | Millors efectes especials |
| - José Quetglas, José Antonio Sánchez i Mercedes Guillot per El día de la bestia - Juan Pedro Hernández i Antonio Panizza per La flor de mi secreto - Ana Lozano, Carlos Paradela i Jesús Moncusí i Vallverdú per Nadie hablará de nosotras cuando hayamos muerto | - Reyes Abades, Juan Tomicic i Manuel Horrillo per El día de la bestia - Juan Ramón Molina, Juan Tomicic i Manuel Horrillo per El niño invisible - Yves Domenjoud, Jean-Baptiste Bonetto, Olivier Gleyze i Jean-Christophe Spadaccini per La cité des enfants perdus |
| Millor curtmetratge de ficció | Millor curtmetratge d'animació |
| - La madre de Miguel Bardem - Entre vías de Juan Vicente Córdoba - Escrito en la piel de Judith Colell - Hábitos de Juan Flahn - Sólo amor de José Javier Rodríguez Melcón                                                                                        | - Caracol, col, col de Pau Llorens Serrano - Las partes de mí que te aman son seres vacíos de Mercedes Gaspar |
| Goya d'honor | |
| - Federico Gutiérrez-Larraya (director de fotografia) | |